# George T. Whitesides

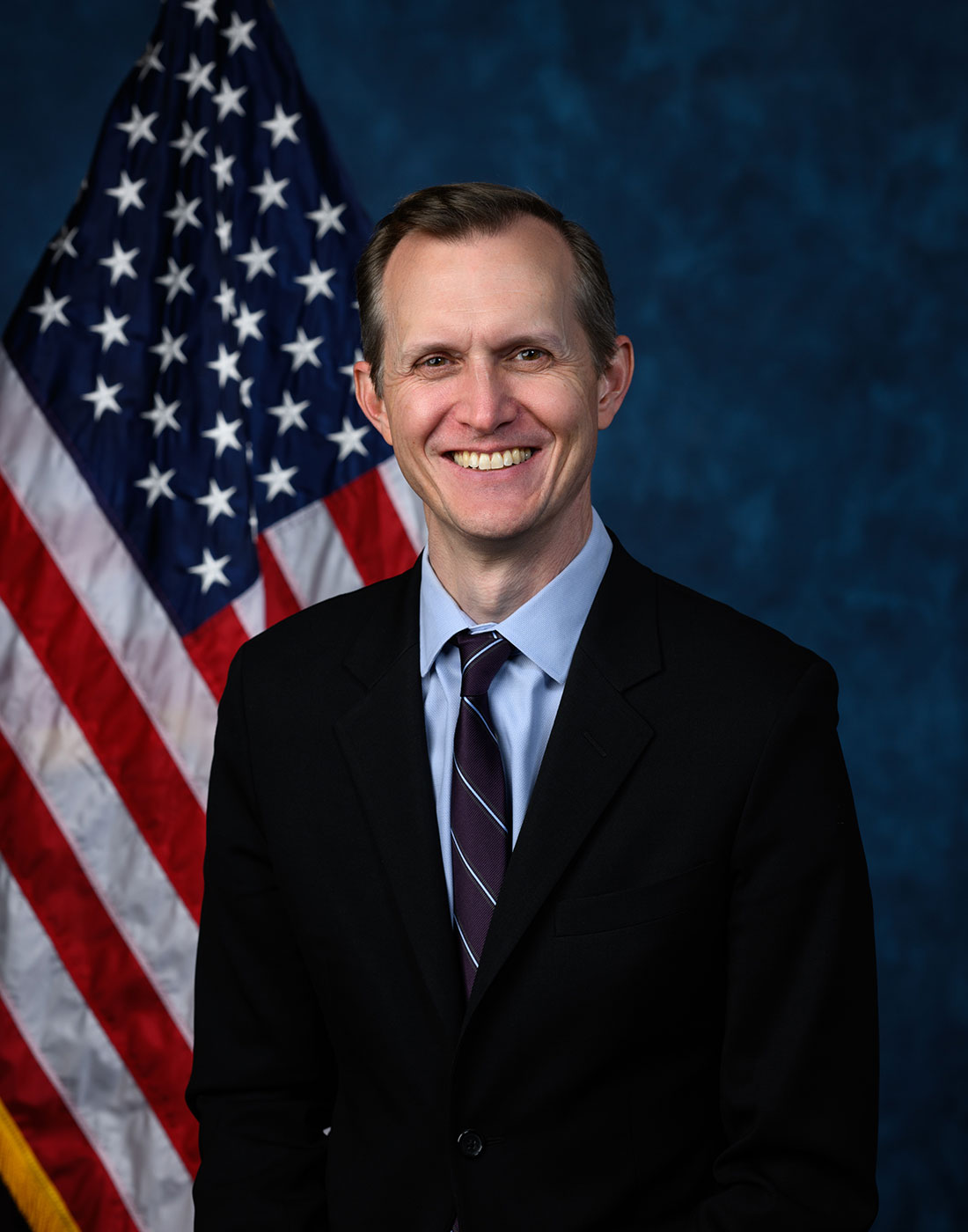
George T. Whitesides (2025)

George Thomas Whitesides (* 3. März 1974 in Massachusetts) ist ein US-amerikanischer Manager und Politiker der Demokratischen Partei. Er war CEO bei Virgin Galactic. Whitesides wurde 2024 im 27. Kongresswahlbezirk des Staates Kalifornien in das Repräsentantenhaus der Vereinigten Staaten gewählt.

## Leben
George Whitesides studierte zunächst in Princeton, wo er seinen Bachelor erlangte und dann an der Cambridge University, an der er mit einem Master of Philosophy abschloss. Whitesides war ein Fulbright Scholar. Er schloss seine Studienzeit 2000 ab.
Er diente als Kampfpilot in der United States Navy.
Whitesides setzte sich im ersten Jahrzehnt des Jahrtausends als Executive Director der National Space Society für die Erkundung des Weltraums ein und beriet ab 2004 Virgin Galactic. Nach der Wahl 2008 war Whitesides Mitglied des Übergangsteams von Barack Obama und wurde dann während Obamas Präsidentschaft Stabschef der NASA. Als er 2010 die NASA verließ, wurde er mit der höchsten Auszeichnung der NASA, der Distinguished Service Medal, geehrt. 2011 wurde er dann der erste CEO von Virgin Galactic und blieb in der Position bis 2021.
Er ist Mitbegründer der Megafire Action, die sich der Bekämpfung von Großbränden widmet und war während der COVID-19-Pandemie Co-Vorsitzender der Antelope Valley Covid-19 Task Force. Die Gruppe von Angehörigen der Luft- und Raumfahrtindustrie bemühte sich früh in der Pandemie Gesundheitspersonal technisch zu unterstützen.
Er ist verheiratet mit Loretta Hidalgo Whitesides, mit der er zwei Kinder hat. Die Familie lebt in Agua Dulce.

## Politik
Er trat bei der Repräsentantenhauswahl 2024 im 27. Kongresswahldistrikt an, der von Santa Clarita bis Lancaster reicht. Bei der Vorwahl im nördlich von Los Angeles liegenden Wahlkreis qualifizierte sich George Whitesides mit 32,8 % hinter dem Amtsinhaber Mike Garcia (54,9 %) für die Stichwahl im November. Im November schlug Whitesides dann Mike Garcia mit 51,3 %. Er gewann damit den Wahlbezirk für seine Partei, nachdem der Republikaner Garcia den Bezirk dreimal gewinnen konnte.

### Positionen
Whitesides begreift sich als „New Democrat“, der an praktischen Lösungen interessiert ist und dafür auch parteiübergreifend tätig sein will.